# كيكو يوكوزاوا
كيكو يوكوزاوا (باليابانية: 難波　啓子) مواليد 2 سبتمبر 1952 م، هي مؤدية أصوات يابانية.

## الأعمال

### مسلسلات انيمي
- وداعا ماركو
- آسترو بوي
- قلعة في السماء
- سيتي هانتر
- ليدي
- بيل وسيباستيان
- السيدة ملعقة
- رحلة العجائب
- دورايمون

### أفلام انيمي
- 2112 مولد دورايمون - دورامي

## وصلات خارجية
- كيكو يوكوزاوا على موقع IMDb (الإنجليزية)
- كيكو يوكوزاوا على موقع ميوزك برينز (الإنجليزية)
- كيكو يوكوزاوا على موقع ميوزك برينز (الإنجليزية)
- كيكو يوكوزاوا على موقع أول موفي (الإنجليزية)
- كيكو يوكوزاوا على موقع قاعدة بيانات الفيلم (الإنجليزية)
- كيكو يوكوزاوا على موقع كينوبويسك (الروسية)
- كيكو يوكوزاوا على موقع ANN person (الإنجليزية)